# McMafia
McMafia é uma série de televisão britânica de drama policial criada por Hossein Amini e James Watkins, e dirigida por Watkins. É inspirado no livro McMafia: A Journey Through the Global Criminal Underworld do jornalista Misha Glenny. A série, estrelada por James Norton como Alex Godman, filho britânico de um chefe da máfia russa que vive em Londres, cujo pai está tentando escapar do mundo do crime organizado, é coproduzida pela BBC, AMC Networks e Cuba Pictures. A série estreou no Reino Unido na BBC One em 1 de janeiro de 2018 e nos Estados Unidos na AMC em 26 de fevereiro de 2018.
Originalmente anunciada em série, a BBC One recomissionou o programa para uma segunda temporada de oito capítulos.

## Elenco

### Principal
- James Norton comk Alex Godman
- David Strathairn como Semiyon Kleiman, homem de negócios israelita
- Juliet Rylance como Rebecca Harper, noiva de alex
- Merab Ninidze como Vadim Kalyagin, poderoso membro da máfia russa
- Aleksey Serebryakov como Dimitri Godman, pai de Alex
- Maria Shukshina como Oksana Godman, mãe de Alex
- Faye Marsay como Katya Godman, irmã de Alex
- David Dencik como Boris Godman, tio de Alex
- Oshri Cohen como Joseph, guarda-costas israelita
- Sofia Lebedeva como Lyudmilla Nikolayeva, terapeuta
- Caio Blat como Antonio Mendez
- Kirill Pirogov como Ilya Fedorov
- Nawazuddin Siddiqui como Dilly Mahmood, parceiro de negócios indiano
- Karel Roden como Karel Benes

### Recorrente
- Yuval Scharf como Tanya
- Anna Levanova como Natasha
- Clifford Samuel como Femi
- Maria Mashkova como Masha
- Kemi-Bo Jacobs como Karin
- Atul Kale como Benny Chopra
- Evgeni Golan como Marat
- Eve Parmiter como Jennifer
- Tim Ahern como Sydney Bloom
- Ellie Piercy como Sandrine

## Produção
McMafia foi inspirada pelo livro de não-ficção do jornalista Misha Glenny, McMafia: Seriously Organized Crime, publicado em 2008. A série tirou algumas histórias do livro de Glenny, que documenta várias organizações mafiosas que prosperam em todo o mundo hoje. A série foi criada por Hossein Amini e James Watkins, e é uma coprodução da BBC, AMC e Cuba Pictures, em associação com Twickenham Studios.
A BBC anunciou a série em outubro de 2015. Em abril de 2016, foi anunciado que James Norton foi escalado no papel principal como Alex Godman e que o cocriador Watkins dirigiria todos os oito episódios. No elenco adicional, incluindo Maria Shukshina e Aleksey Serebryakov, como pais de Alex e David Strathairn, escalado como um homem de negócios israelita sombrio, foi anunciado em novembro de 2016. Além de Amini e Watkins, David Farr, Peter Harness e Laurence Coriat co-escreveram a série.
Locais de filmagem incluem Londres, Zagreb, Catar, Mumbai, Praga, Cairo, Belgrado, Belize, Istambul, Moscou e Tel Aviv. O orçamento era de vários milhões de libras por episódio.

## Episódios
| N.º | Título      | Dirigido por  | Escrito por                     | Exibição original       | Audiência no Reino Unido (milhões) |
| --- | ----------- | ------------- | ------------------------------- | ----------------------- | ---------------------------------- |
| 1 | "Episode 1" | James Watkins | Hossein Amini e James Watkins   | 1 de janeiro de 2018    | 9,82                               |
| Uma tentativa na vida do empresário russo Vadim Kalyagin leva a retaliação contra o tio de Alex Godman, gerente do fundo de investimentos britânico, atraindo-o para uma batalha de poder entre o submundo criminal russo e israelense. Um mundo em que Alex conseguiu manter a companhia de investimentos apesar dos interesses do próprio pai no submundo russo. |             |               |                                 |                         |                                    |
| 2 | "Episode 2" | James Watkins | Hossein Amini e James Watkins   | 2 de janeiro de 2018    | 8,67                               |
| Uma jovem, Lyudmilla, chega ao Cairo para ocupar um emprego como estaticista, apenas para descobrir que ela foi enganada e sequestrada por traficantes. Semiyon procura tomar o controle de Bombaim de Vadim e precisa de aliados que exigem dinheiro. Ele usa Alex Godman para transferir o dinheiro através de sua empresa de investimentos, que Alex dissimula os fatos de sua equipe. Lyudmilla com outras três garotas descobre a crueldade dos traficantes. Alex é chamado a Praga por Halfyon, que está tentando remover Vadim de suas operações de contrabando. O pai de Alex tenta se suicidar. Lyudmilla é passada para traficantes em Israel e selecionada pela assistente pessoal de Semiyon, Tanya.                                                      |             |               |                                 |                         |                                    |
| 3 | "Episode 3" | James Watkins | David Farr e Hossein Amini      | 7 de janeiro de 2018    | 7,46                               |
| Semiyon cresce seu império de negócios em Praga e Bombaim e um Vadim, preocupado, vai a Praga procurando respostas. Semiyon também tem planos para um navio de cassino de classe alta em águas israelenses e os treinadores de Tanya, Ludymilla, para usar sua sexualidade para descobrir segredos dos futuros parceiros comerciais da Semiyon. Rebecca, a namorada de Alex, é abordada por Antonio Mendez alegando ser um velho amigo de Alex da universidade. Mendez telefona a Alex, que não o conhece, e organiza uma reunião na sua villa no sul da França, que ele aceita aceitar Rebecca, como solicitado, com ele para descobrir o que o homem quer. Mendez quer usar os navios de Semiyon para trazer drogas para a Europa. Alex propõe casamento à Rebecca. |             |               |                                 |                         |                                    |
| 4 | "Episode 4" | James Watkins | David Farr e Hossein Amini      | 14 de janeiro de 2018   | 5,75                               |
| Semiyon aconselha Alex para não fazer negócios com o cartel mexicano. Alex emprega especialista em computador para esconder suas relações com Semiyon da sua equipe. Rebecca está preocupada com Alex quando ela descobre que ele tem um telefone, que ele mente sobre, ela leva a preocupação ao seu pai. Semiyon usa seus contatos para descobrir o paradeiro de drogas do Vadim em Bombaim. Semiyon deixa a decisão para roubar as drogas para Alex o avisando que haverá repercussões. Rebecca confronta Alex sobre seus negócios com Semiyon, mas sem o conhecimento dela que ele autorizou o roubo. |             |               |                                 |                         |                                    |
| 5 | "Episode 5" | James Watkins | Laurence Coriat e Hossein Amini | 21 de janeiro de 2018   | 5,39                               |
| Alex e Semiyon discordam sobre como manter a pressão sobre Vadim. Semiyon é preso por estupro e abuso sexual e Lyudmilla vê uma maneira de escapar do emprego do Semiyon; Mas ela precisa de Alex como um intermediário. Rebecca se reúne Antonio de conselhos sobre negócios de Alex. Masha confidencia a Katya, irmã de Alex, que está grávida de seu pai, Dimitri. Para que as acusações caeem, Alex chantageia Semiyon para permitir que seus navios para contrabandear drogas de Antonio e soltassem Lyudmilla. Ele concorda com o primeiro, mas não o último. |             |               |                                 |                         |                                    |
| 6 | "Episode 6" | James Watkins | Laurence Coriat e Hossein Amini | 28 de janeiro de 2018   | ASA                                |
| Alex pega um empregado de Semiyon para organizar uma equipe de guarda-costas em Londres para proteger seus pais e irmã. Além disso, Alex provoca uma separação temporária com a noiva Rebecca, que se muda para um apartamento separado. A ideia é remover da ameaça representada por bandidos do Vadim, mas o ardil é exposto, visitando Benes que tem sido pressionado no serviço do Vadim. Rebecca tem que aguentar as consequências. |             |               |                                 |                         |                                    |
| 7 | "Episode 7" | James Watkins | Peter Harness e Hossein Amini   | 4 de fevereiro de 2018  | ASA                                |
| Alex confessa a sua família, seus envolvimentos com a máfia. Sua parceira hospitalizada, Rebecca o rejeita. Seu pai insiste em proteger a família usando contatos da antiga Rússia, levando a dois resultados. Alex encontra pela primeira vez, Vadim e Semiyon em Istambul buscarem a paz com Vadim. Alex, no entanto, não confia em Vadim e forja uma aliança com Antonio e seu colega mafioso de latino-americano. Em segundo lugar, os assassinos que atacam Vadim na Rússia acidentalmente matam a filha querida de Vadim, Natasha. |             |               |                                 |                         |                                    |
| 8 | "Episode 8" | James Watkins | Peter Harness e Hossein Amini   | 11 de fevereiro de 2018 | ASA                                |
| Alex voa para Moscou inconsciente das ações de seu pai e é detido pelos agentes de Ilya. Ele escapa e é protegido por seu guarda-costas e Lyudmilla, agora se reuniu com seus pais gratos. Enquanto isso, o chefe da Ilya no serviço secreto russo critica a fidelidade de Ilya a Vadim. Em uma reunião de negócios com oligarcas de drogas mexicanas e russas, Alex assegura sua posição como um poderoso mafioso, mesmo cortando Antonio. Os agentes do serviço secreto disparam e ferem Vadim que escapa para um apartamento e então enfrenta Alex em um confronto final. |             |               |                                 |                         |                                    |

## Recepção
No Rotten Tomatoes, a primeira temporada da série tem um índice de aprovação de 71% com base em 38 avaliações, com uma classificação média de 6,66/10. O concenso do site diz: "McMafia dá uma olhada elegante e sofisticada no amplo alcance do crime organizado global".
Lucy Mangan, escrevendo para The Guardian, disse que o programa foi "lindamente montado" e descreveu o roteiro como "um corte acima da média".